# Case Construction Equipment
Case Construction Equipment (conosciuta anche come CASE) è il brand globale del gruppo CNH Industrial dedicato alla costruzione di macchine movimento terra, la sede è a Torino. Case produce macchinari tra cui escavatori, pale gommate, dozer, motolivellatrici e terne.

## Modelli

### Galleria d'immagini

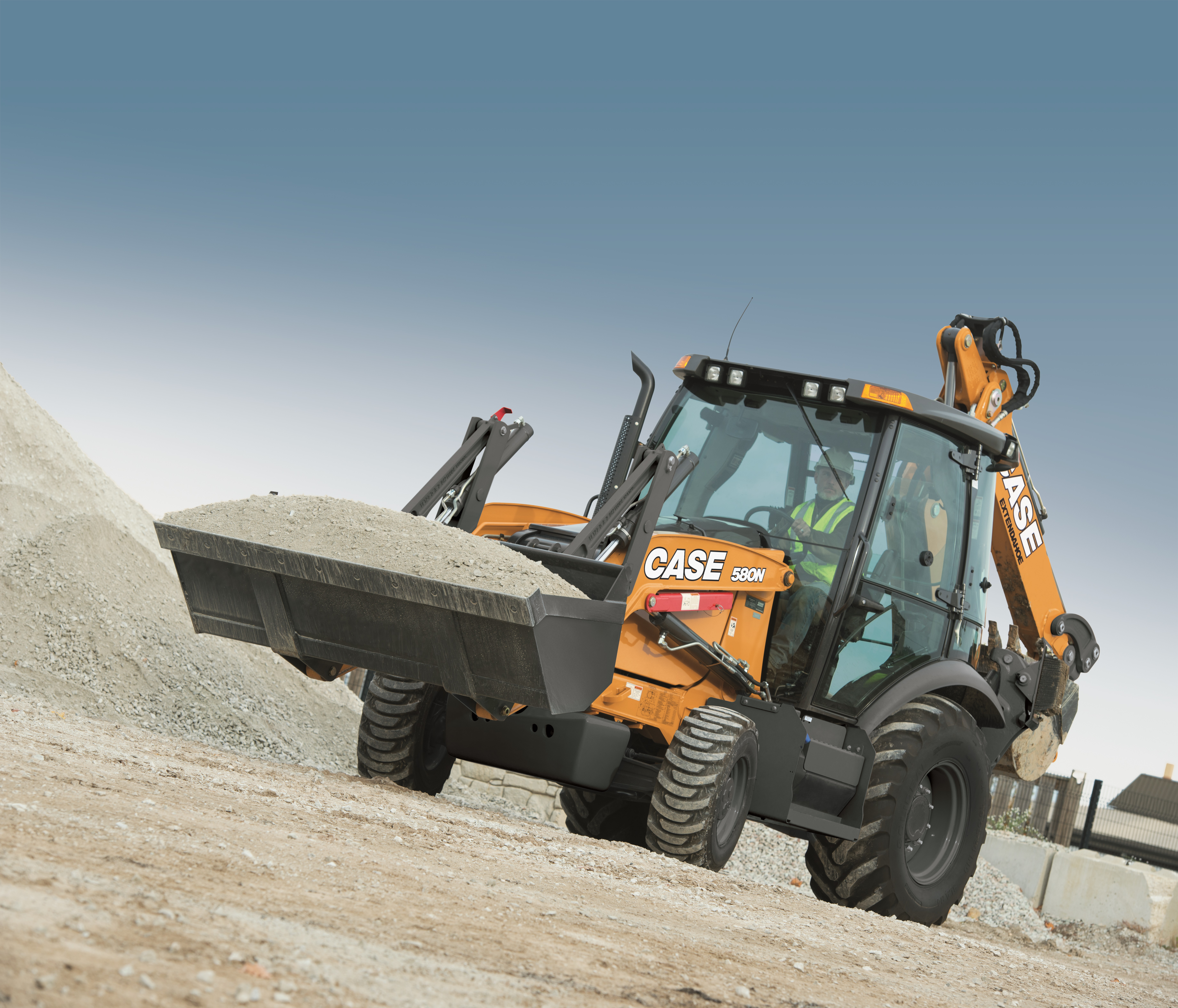
CASE 580N
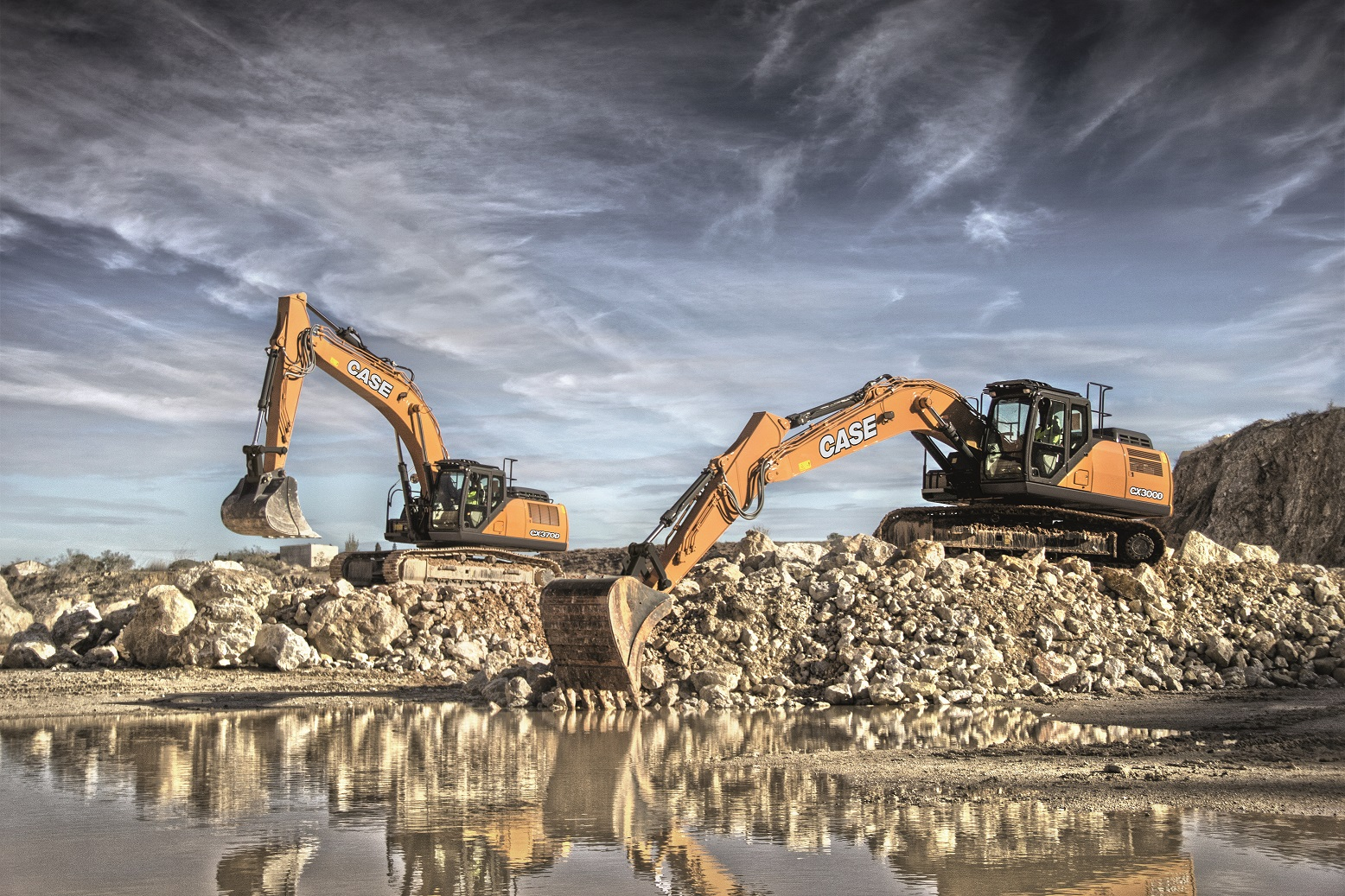
CASE CX300D e CX370D
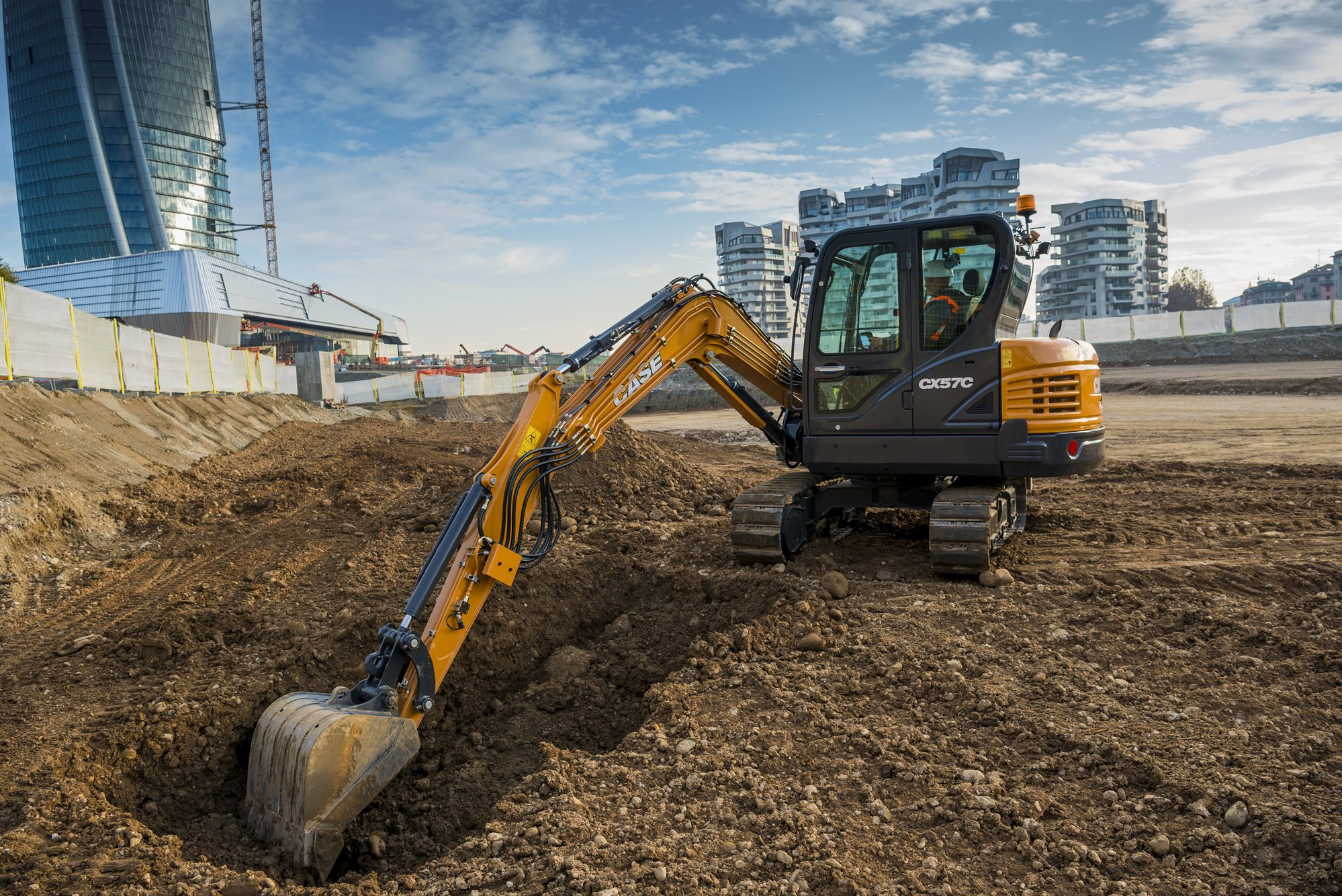
CASE CX37C
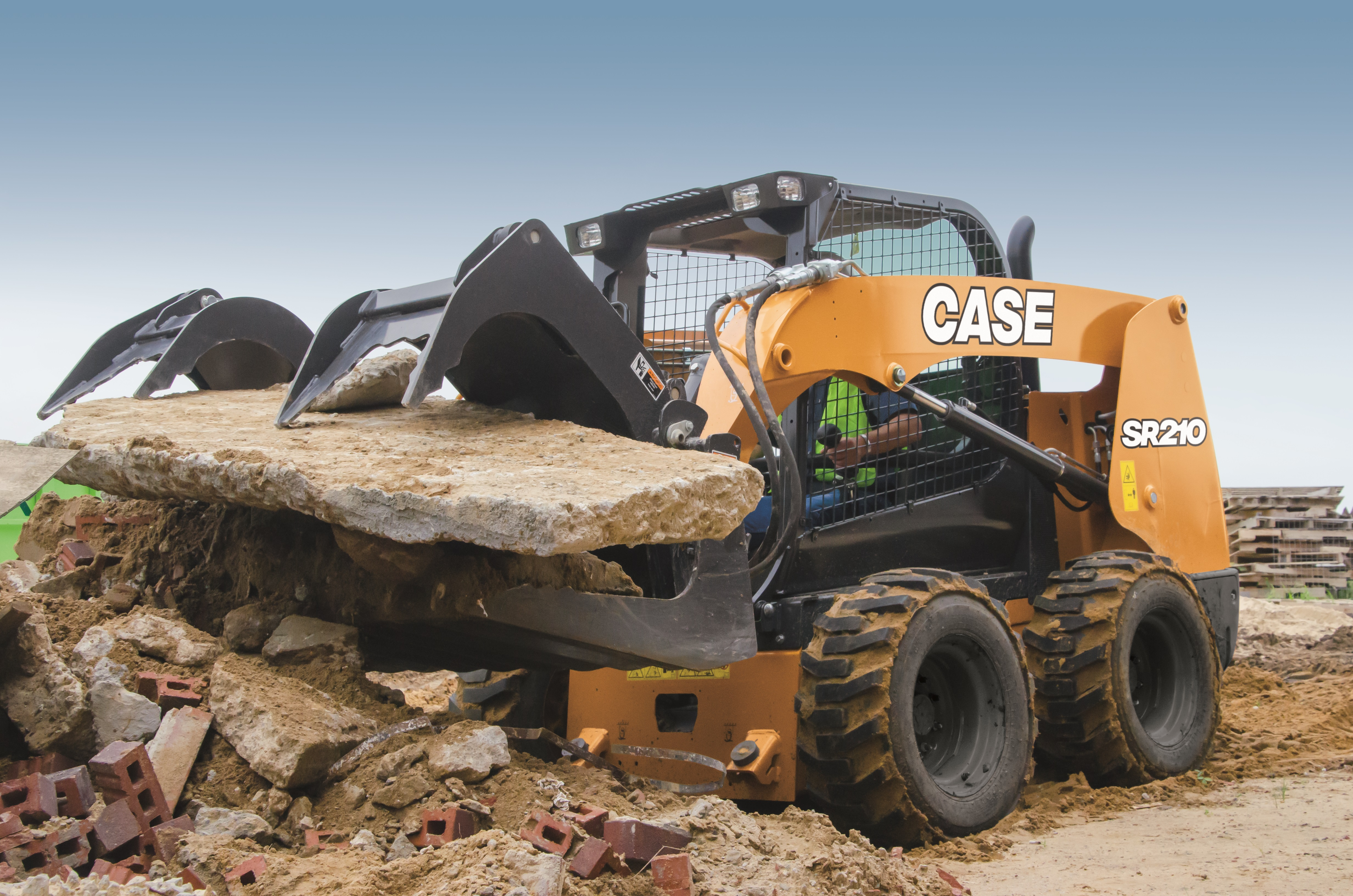
CASE SR210
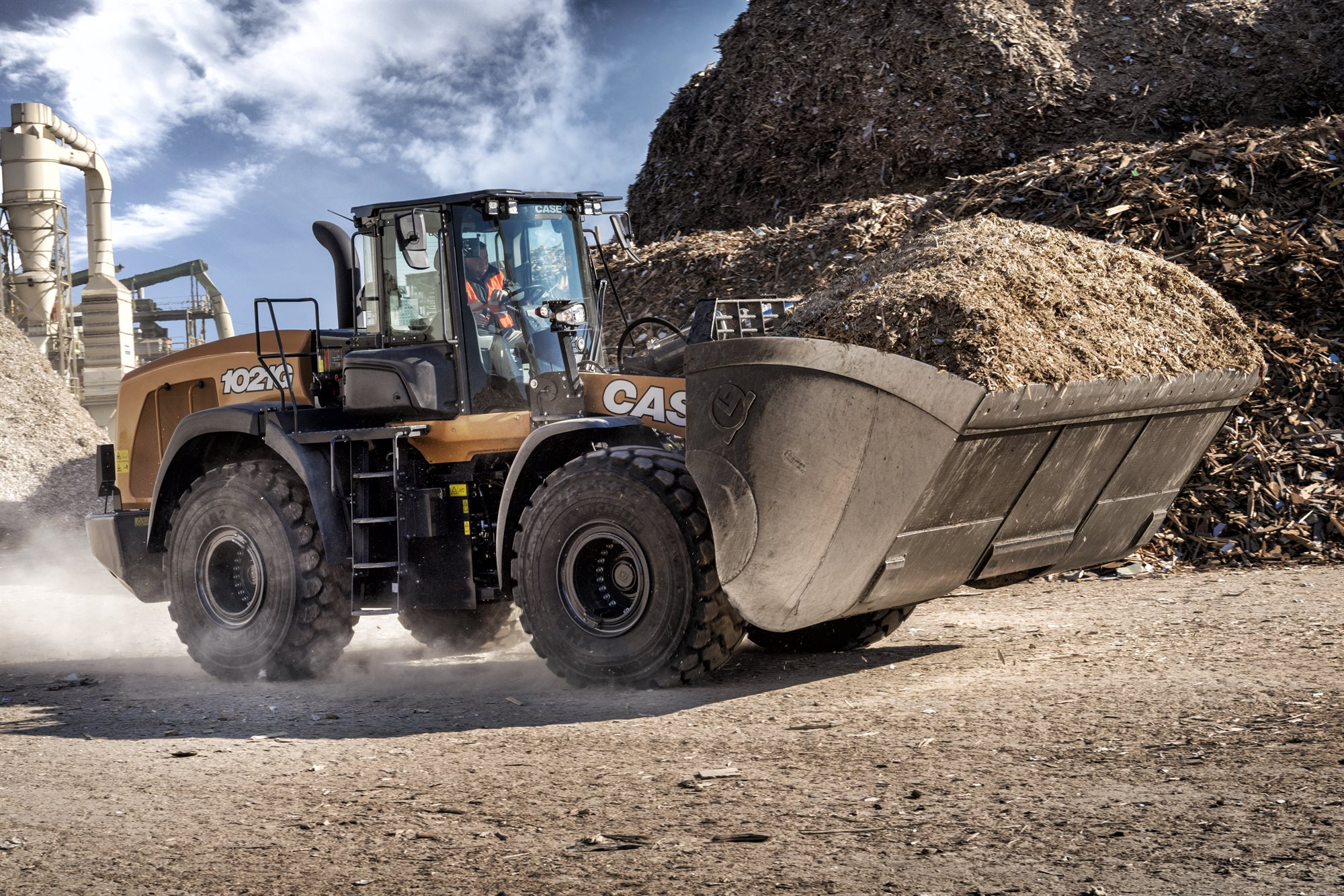
CASE 1021G